# Gugulethu Zuma-Ncube
Gugulethu Zuma-Ncube (sinh năm 1985) là một diễn viên và là nhà sản xuất truyền hình người Nam Phi.

## Lí lịch
Bà sinh năm 1985 và là con của cựu tổng thống Nam Phi Jacob Zuma và nữ chính trị gia Nompumelelo Ntuli Zuma. Bà nhận được bằng chứng chỉ Biểu diễn tực tiếp (tiếng Anh: Live Performance) ở AFDA (trường nghệ thuật ở châu Phi). Khi bà đang học tại thị trấn Cape, bà gặp ông Wesley Ncube. Hai người kết hôn vào cuối năm 2008, điều này khiến bà trở thành con dâu của chính trị gia Welshman Ncube.

## Sự nghiệp
Gugulethu còn xuất hiện trong vài chương trình truyền hình như Interrogation Room, SABC3's Isidingo và E.tv's Rhythm City.
Ngoài ra, bà cùng với 2 người em của mình là Nokuthula Nomaquawe và Thuthukile Zuma đã thành lập hãng phim Nyenyedzi. Trong số những sản phẩm của hãng phim này, có một sản phẩm hài kịch tình huống tên là It's for Life (tạm dịch: Để sống) mà bà vừa là nhà sản xuất, vừa là diễn viên. Cha của họ đã sử dụng tài khoản Twitter chính thức của tổng thống để quảng bá cho loạt phim này, điều đó khiến ông bị chỉ trích.
Năm 2011, bà từng làm tình nguyện viên ở trụ sở chính của đảng Quốc hội châu Phi (tiếng Anh: African National Congress)

### Cáo buộc
Năm 2015 và năm 2016, nhiều tờ báo nổi tiếng khác nhau trong nước đã khẳng định rằng bà đã hưởng lợi quá mức từ hai hợp đồng. Một cái có giá trị khoảng 167 triệu Rand (hơn 286,274 tỉ tiền Việt Nam) và một cái có giá trị khoảng 8 triệu Rand (hơn 13,5 tỉ tiền Việt Nam).